# العلاقات التنزانية الغينية
العلاقات التنزانية الغينية هي العلاقات الثنائية التي تجمع بين تنزانيا وغينيا.

## مقارنة بين البلدين
هذه مقارنة عامة ومرجعية للدولتين:
| وجه المقارنة                                              | تنزانيا                        | غينيا       |
| --------------------------------------------------------- | ------------------------------ | ----------- |
| المساحة (كم2)                                             | 947.30 ألف                     | 245.86 ألف  |
| عدد السكان (نسمة)                                         | 57.31 مليون                    | 12.72 مليون |
| الكثافة السكانية (ن./كم²)                                 | 60.5                           | 51.74       |
| العاصمة                                                   | دودوما                         | كوناكري     |
| اللغة الرسمية                                             | اللغة السواحلية، لغة إنجليزية  | لغة فرنسية  |
| العملة                                                    | شيلينغ تانزاني                 | فرنك غيني   |
| الناتج المحلي الإجمالي (بليون دولار)                      | 52.09 مليار                    | 10.50 مليار |
| الناتج المحلي الإجمالي (تعادل القوة الشرائية) بليون دولار | 138.73 مليار                   | 15.24 مليار |
| الناتج المحلي الإجمالي الاسمي للفرد دولار أمريكي          | 878                            | 531         |
| الناتج المحلي الإجمالي للفرد دولار أمريكي                 | 2.54 ألف                       | 1.22 ألف    |
| مؤشر التنمية البشرية                                      | 0.521                          | 0.411       |
| رمز المكالمات الدولي                                      | +255                           | +224        |
| رمز الإنترنت                                              | .tz                            | .gn         |
| المنطقة الزمنية                                           | ت ع م+03:00، توقيت شرق أفريقيا | 00          |

## منظمات دولية مشتركة
يشترك البلدان في عضوية مجموعة من المنظمات الدولية، منها:
| علم المنظمة | اسم المنظمة                                 | تاريخ انضمام تنزانيا | تاريخ انضمام غينيا |
| ----------- | ------------------------------------------- | -------------------- | ------------------ |
|             | مؤسسة التنمية الدولية                       | 6 نوفمبر 1962        | 26 سبتمبر 1969     |
|             | يونسكو                                      | 6 مارس 1962          | 2 فبراير 1960      |
|             | وكالة ضمان الاستثمار متعدد الأطراف          | 19 يونيو 1992        | 5 أكتوبر 1995      |
|             | الأمم المتحدة                               | 14 ديسمبر 1961       | 12 ديسمبر 1958     |
|             | مجموعة دول أفريقيا والكاريبي والمحيط الهادئ | ?                    | ?                  |
|             | الاتحاد البريدي العالمي                     | ?                    | ?                  |
|             | البنك الدولي للإنشاء والتعمير               | 10 سبتمبر 1962       | 28 سبتمبر 1963     |
|             | منظمة حظر الأسلحة الكيميائية                | ?                    | ?                  |
|             | مؤسسة التمويل الدولية                       | 10 سبتمبر 1962       | 22 أكتوبر 1982     |
|             | المركز الدولي لتسوية المنازعات الاستشارية   | 17 يونيو 1992        | 4 ديسمبر 1968      |
|             | منظمة التجارة العالمية                      | 1995                 | 25 أكتوبر 1995     |
|             | منظمة الشرطة الجنائية الدولية               | ?                    | ?                  |
|             | الاتحاد الأفريقي                            | 16 يناير 1964        | 1963               |
|             | البنك الإفريقي للتنمية                      | ?                    | ?                  |

## وصلات خارجية
- موقع وزارة الخارجية التنزانية